# American Hockey League 1989-1990
La stagione 1989-1990 è stata la 54ª edizione della American Hockey League, la più importante lega minore nordamericana di hockey su ghiaccio. A partire da questa stagione vennero introdotti altri due premi per le vincitrici delle due division nel corso dei playoff, il Richard F. Canning Trophy e il Robert W. Clarke Trophy. La stagione vide al via quattordici formazioni e al termine dei playoff gli Springfield Indians conquistarono la loro sesta Calder Cup sconfiggendo i Rochester Americans 4-2.

## Stagione regolare

### Classifiche
North Division
|  | Pos. | Squadra              | Pt  | G  | V  | S  | N  | GF  | GS  | DR  |
|  | ---- | -------------------- | --- | -- | -- | -- | -- | --- | --- | --- |
|  | 1.   | Sherbrooke Canadiens | 103 | 80 | 45 | 23 | 12 | 301 | 247 | +54 |
|  | 2.   | Cape Breton Oilers   | 85  | 80 | 39 | 34 | 7  | 317 | 306 | +11 |
|  | 3.   | Springfield Indians  | 80  | 80 | 38 | 38 | 4  | 317 | 310 | +7  |
|  | 4.   | Halifax Citadels     | 80  | 80 | 37 | 37 | 6  | 317 | 300 | +17 |
|  | 5.   | Maine Mariners       | 73  | 80 | 31 | 38 | 11 | 294 | 317 | -23 |
|  | 6.   | Moncton Hawks        | 71  | 80 | 33 | 42 | 5  | 265 | 303 | -38 |
|  | 7.   | New Haven Nighthawks | 71  | 80 | 32 | 41 | 7  | 283 | 316 | -33 |

South Division
|  | Pos. | Squadra             | Pt | G  | V  | S  | N  | GF  | GS  | DR   |
|  | ---- | ------------------- | -- | -- | -- | -- | -- | --- | --- | ---- |
|  | 1.   | Rochester Americans | 95 | 80 | 43 | 28 | 9  | 337 | 286 | +51  |
|  | 2.   | Adirondack R. Wings | 95 | 80 | 42 | 27 | 11 | 330 | 304 | +26  |
|  | 3.   | Baltimore Skipjacks | 93 | 80 | 43 | 30 | 7  | 302 | 265 | +37  |
|  | 4.   | Utica Devils        | 92 | 80 | 44 | 32 | 4  | 354 | 315 | +39  |
|  | 5.   | Newmarket Saints    | 78 | 80 | 31 | 33 | 16 | 305 | 318 | -13  |
|  | 6.   | Hershey Bears       | 74 | 80 | 32 | 38 | 10 | 298 | 296 | +2   |
|  | 7.   | Binghamton Whalers  | 31 | 80 | 11 | 60 | 9  | 229 | 366 | -137 |

Legenda:

      Ammesse ai Playoff
Note:

Due punti a vittoria, un punto a pareggio, zero a sconfitta.

### Statistiche
Classifica marcatori
| Giocatore        | Squadra              | PG | Gol | Assist | Punti |
| ---------------- | -------------------- | -- | --- | ------ | ----- |
| Paul Ysebaert    | Utica Devils         | 74 | 53  | 52     | 105   |
| Ross Fitzpatrick | Hershey Bears        | 74 | 45  | 58     | 103   |
| Mike Donnelly    | Rochester Americans  | 68 | 43  | 55     | 98    |
| Mark Pederson    | Sherbrooke Canadiens | 72 | 53  | 42     | 95    |
| Don Biggs        | Hershey Bears        | 66 | 39  | 53     | 92    |
| Claude Vilgrain  | Utica Devils         | 73 | 37  | 52     | 89    |
| Murray Eaves     | Adirondack R. Wings  | 78 | 40  | 49     | 89    |
| Dale Krentz      | Adirondack R. Wings  | 74 | 38  | 50     | 88    |
| Donald Audette   | Rochester Americans  | 70 | 42  | 46     | 88    |
| John LeBlanc     | Cape Breton Oilers   | 77 | 54  | 34     | 88    |
|                  |                      |    |     |        |       |

Classifica portieri
| Giocatore            | Squadra              | PG | MGS  |  |
| -------------------- | -------------------- | -- | ---- |  |
| Jean-Claude Bergeron | Sherbrooke Canadiens | 40 | 2.74 |  |
| André Racicot        | Sherbrooke Canadiens | 33 | 2.99 |  |
| Jim Hrivnak          | Baltimore Skipjacks  | 47 | 3.06 |  |
| Scott Gordon         | Halifax Citadels     | 48 | 3.33 |  |
| Darcy Wakaluk        | Rochester Americans  | 56 | 3.35 |  |
| Mike Greenlay        | Cape Breton Oilers   | 43 | 3.38 |  |
| Tom Draper           | Moncton Hawks        | 51 | 3.52 |  |
| Marc D'Amour         | Hershey Bears        | 43 | 3.54 |  |
| Norm Foster          | Maine Mariners       | 64 | 3.55 |  |
| Bruce Hoffort        | Hershey Bears        | 40 | 3.65 |  |
|                      |                      |    |      |  |

## Playoff
|  | Primo turno | Primo turno          | Primo turno         |                     |                      | Semifinali           | Semifinali | Semifinali |  |  | Calder Cup | Calder Cup          | Calder Cup |
|  |             |                      |                     |                     |                      |                      |            |            |  |  |            |                     |            |
|  | N1          | Sherbrooke Canadiens | 4                   |                     |                      |                      |            |            |  |  |            |                     |            |
|  | N4          | Halifax Citadels     | 2                   |                     |                      |                      |            |            |  |  |            |                     |            |
|  | N4          | Halifax Citadels     | 2                   |                     | N1                   | Sherbrooke Canadiens | 2          |            |  |  |            |                     |            |
|  |             |                      |                     |                     | N1                   | Sherbrooke Canadiens | 2          |            |  |  |            |                     |            |
|  |             | N3                   | Springfield Indians | 4                   |                      |                      |            |            |  |  |            |                     |            |
|  | N2          | N3                   | Springfield Indians | 4                   | Cape Breton Oilers   | 2                    |            |            |  |  |            |                     |            |
|  | N2          |                      |                     |                     | Cape Breton Oilers   | 2                    |            |            |  |  |            |                     |            |
|  | N3          | Springfield Indians  | 4                   |                     |                      |                      |            |            |  |  |            |                     |            |
|  |             |                      |                     |                     |                      |                      |            |            |  |  | N3         | Springfield Indians | 4          |
|  |             |                      | S1                  | Rochester Americans | 2                    |                      |            |            |  |  |            |                     |            |
|  | S1          | Rochester Americans  | 4                   |                     |                      |                      |            |            |  |  |            |                     |            |
|  | S4          | Utica Devils         | 1                   |                     |                      |                      |            |            |  |  |            |                     |            |
|  | S4          | Utica Devils         | 1                   |                     | S1                   | Rochester Americans  | 4          |            |  |  |            |                     |            |
|  |             |                      |                     |                     | S1                   | Rochester Americans  | 4          |            |  |  |            |                     |            |
|  |             | S3                   | Baltimore Skipjacks | 2                   |                      |                      |            |            |  |  |            |                     |            |
|  | S2          | S3                   | Baltimore Skipjacks | 2                   | Adirondack Red Wings | 2                    |            |            |  |  |            |                     |            |
|  | S2          |                      |                     |                     | Adirondack Red Wings | 2                    |            |            |  |  |            |                     |            |
|  | S3          | Baltimore Skipjacks  | 4                   |                     |                      |                      |            |            |  |  |            |                     |            |

## Premi AHL
- Calder Cup: Springfield Indians
- F. G. "Teddy" Oke Trophy: Sherbrooke Canadiens
- John D. Chick Trophy: Rochester Americans
- Richard F. Canning Trophy: Springfield Indians
- Robert W. Clarke Trophy: Rochester Americans
- Aldege "Baz" Bastien Memorial Award: Jean-Claude Bergeron (Sherbrooke Canadiens)
- Dudley "Red" Garrett Memorial Award: Donald Audette (Rochester Americans)
- Eddie Shore Award: Eric Weinrich (Utica Devils)
- Fred T. Hunt Memorial Award: Murray Eaves (Adirondack Red Wings)
- Harry "Hap" Holmes Memorial Award: Jean-Claude Bergeron e André Racicot (Sherbrooke Canadiens)
- Jack A. Butterfield Trophy: Jeff Hackett (Springfield Indians)
- John B. Sollenberger Trophy: Paul Ysebaert (Utica Devils)
- Les Cunningham Award: Paul Ysebaert (Utica Devils)
- Louis A. R. Pieri Memorial Award: Jim Roberts (Springfield Indians)

### Vincitori
| Springfield Indians | Portieri: Jeff Hackett, George Maneluk Difensori: Marc Bergevin, Dean Chynoweth, Shawn Evans, Jeff Finley, Hank Lammens, Wayne McBean, Chris Pryor Attaccanti: Bill Berg, Rod Dallman, Rob DiMaio, Tom Fitzgerald, Paul Gagné, Dale Henry, Richard Kromm, Dale Kushner, Derek Laxdal, Greg Parks, Dave Pasin, Jeff Rohlicek, Guy Rouleau, Mike Walsh Allenatore: Jim Roberts |

### AHL All-Star Team
First All-Star Team
- Attaccanti: Mark Pederson • Paul Ysebaert • Donald Audette
- Difensori: Eric Weinrich • Don McSween
- Portiere: Jean-Claude Bergeron

Second All-Star Team
- Attaccanti: Ross Fitzpatrick • Mike Richard • Brian Dobbin
- Difensori: Dennis Smith • Darren Veitch
- Portiere: Jim Hrivnak